# امانوئل نیوتن
امانوئل نیوتن (انگلیسی: Emanuel Newton؛ زادهٔ ۱ فوریهٔ ۱۹۸۴) ورزشکار هنرهای رزمی ترکیبی اهل ایالات متحده آمریکا است. وی بین سال‌های ۲۰۰۳ تا ۲۰۱۷ میلادی فعالیت می‌کرد.